# Attack of the Crab Monsters
Attack of the Crab Monsters (en español, El ataque de los cangrejos gigantes) es una película estadounidense de Terror Ciencia ficción de 1957 dirigida por Roger Corman.

## Argumento
Un grupo de científicos viajan a una isla remota para estudiar los efectos de las armas nucleares. El equipo rápidamente descubre que la isla ha sido infectada por unos enormes cangrejos que han sufrido una mutación, además de que son inteligentes. A este problema se suma que la isla se está hundiendo lentamente en el océano.

## Reparto
- Richard Garland como Dale Drewer.
- Pamela Duncan como Martha Hunter.
- Russell Johnson como Hank Chapman.
- Leslie Bradley como Dr. Karl Weigand
- Mel Welles como Jules Deveroux.
- Richard H. Cutting como Dr. James Carson.
- Beach Dickerson como Ron Fellows.
- Tony Miller como Jack Sommers.
- Ed Nelson como Quinlan.
- Maitland Stuart como Mac.
- Charles B. Griffith como Tate.
- Robin Riley
- Doug Roberts

## Curiosidades
- Russel Johnson se rompió el dedo de un pie cuando se lanzó hacia el agua durante una escena.[2] Debido al bajo presupuesto de la película, Roger Corman tuvo que ordenar a Russell que volviera para terminar la escena.
- Durante los dos minutos del inicio de la película, se escucha la música de la película de 1956 de ciencia ficción World Without End.[2]
- Se grabó una escena donde dos pilotos fueron devorados,[2] pero finalmente se decidió cortar esa escena.

## Errores
- En una escena cuando un buzo está emergiendo a la superficie, se puede observar que está a unos 25 pies de profundidad, pero cuando cambia el ángulo de grabación, está justamente saliendo del agua.[3]
- Cuando uno de los terremotos sacude la isla, el equipo de científicos no se tambalean.[3]
- El personaje de Richard Garland es nombrado en la película como Brewer, pero en los créditos aparece como Dale Drewer.[3]